# غرفة الرياض
غرفة الرياض (الغرفة التجارية الصناعية بالرياض) تأسست غرفة الرياض عام 1961م. وتهدف الغرفة لتعزيز مجتمع الأعمال في منطقة الرياض بتقديم خدمات عالية الجودة، وتقديم الدعم الذي يحتاجه مجتمع الأعمال.

## التأسيس
صدر قرار مجلس الوزراء رقم 239 وتاريخ 10/4/1381هـ بالموافقة على تأسيس الغرفة، وجاء في القرار: «إن مجلس الوزراء بعد اطلاعه على المعاملة المرفقة لهذا المرفوعة لصاحب الجلالة رئيس مجلس الوزراء من معالي وزير التجارة برقم 5018/1 وتاريخ 7/4/1381هـ المشتملة على طلب تجار الرياض إنشاء غرفة تجارية صناعية بالرياض تقوم بتقديم وجهة نظر تجارها إلى الحكومة في المسائل التي تتعلق بهم وفي نفس الوقت تدافع عن مصالحهم أسوة بغيرهم في بلدان المملكة وتأييد وزارة التجارة للطلب في إقامة غرفة للتجارة والصناعة لتنسيق مصالحهم والحفاظ عليها.
أبرز مبادرات غرفة الرياض
- إقامة أول معرض للصناعات الوطنية 1393هـ.
- مقترح بتطوير نظام الغرف السعودية وإنشاء مجلس للغرف عام 1400هـ.
- إصدار أول دليل للمعارض والأسواق الدولية عام 1399هـ (1979م).
- استحداث اللجان والإدارات المعنية بتقديم خدمات متطورة للمشتركين.
- إصدار أول دليل للمصانع في ربيع الثاني عام 1401هـ (1981م).
- تنظيم أول مشاركة لرجال الأعمال في معرض دولي عام 1981م (1401هـ)  بمدينة هانوفر بألمانيا.
- تشكيل أول لجنة لأصدقاء المرضى بالمملكة.
- إقامة أول معرض للصناعات الغذائية والمنتجات الزراعية في صفر 1410هـ.
- إنشاء أول مكتب على مستوى الغرف السعودية لمساندة غرفة تجارة وصناعة الكويت إبان الغزو العراقي لدولة الكويت الشقيقة في أغسطس عام 1990م
- تبني فكرة إنشاء كليات جامعية أهلية.
- اقتراح إنشاء عدد من الجهات ذات الأهمية للنهوض بالاقتصاد الوطني ومنها هيئة عليا تشرف على الاقتصاد الوطني، وهيئة لشؤون الاستثمار، وصندوق لتدريب الموارد البشرية.
- إنشاء فرع للسيدات لخدمة سيدات الأعمال؛ عام 2004م.
- إنشاء أول لجنة عمل على مستوى المملكة عام 1423هـ.

## الرؤية والرسالة
تحوز غرفة الرياض طموحات كبيرة، لتحقيق نقلة نوعية في مستوى وجوهر خدماتها لقطاع الأعمال وبرامجها ودورها الوطني في خدمة المجتمع في ظل دعم وتشجيع لا محدودين تحظى بهما من مقام خادم الحرمين الشريفين الملك سلمان بن عبد العزيز وسمو ولي العهد وسمو ولي ولي العهد.
الرؤية
أن تكون مرجعا لقطاعات الأعمال في منطقة الرياض لمساندتهم في تحقيق طموحاتهم وتطلعاتهم بما يخدم مصالح الاقتصاد الوطني، ويجعل الرياض مركز للأعمال.
الرسالة
تمثيل القطاع الخاص في منطقة الرياض والعمل على تقديم أرقى الخدمات للمشتركين والمستفيدين، من خلال إيجاد بيئة عمل محفزة وقدرات بشرية مؤهلة وأنظمة إدارية وتقنية متطورة والقيام بدور اقتصادي واجتماعي لتنمية المنطقة.
الأهداف الاستراتيجية
1- المشاركة في توجيه وصنع القرار الاقتصادي
2 - التحليل والتنبؤ بالأوضاع الاقتصادية
3 - الإسهام في تحسين البيئة الاقتصادية
4- بناء جسور التعاون والشراكة مع الهيئات الدولية المماثلة
5 - تحسين نوعية وجودة الخدمات المقدمة لمشتركي الغرفة
6 - تحسين وتطوير بيئة عمل المنشآت الصغيرة والمتوسطة
7 - تنمية الموارد البشرية الوطنية للعمل في القطاع الخاص
8 - تعزيز المسؤولية الاجتماعية في منشآت القطاع الخاص
9 - استثمار الموارد المالية للغرفة وتنميتها
10 - تحسين وتطوير بيئة العمل الداخلية للغرفة
11 - بناء صورة ذهنية إيجابية عن الغرفة

## خدمات الغرفة
تتلخص أبرز خدمات غرفة الرياض في التالي:
 - تقديم المشورة حول القضايا الاقتصادية
- توفير خدمات المعلومات والبحوث والدراسات والترجمة
- تقديم التوصيات والمقترحات لتطوير الأنظمة التجارية والاقتصادية
- التنظيم الدوري للملتقيات والمنتديات الاقتصادية
- استضافة الوفود الأجنبية وتوثيق العلاقات بالجهات الرسمية محليًا وعالميًا
- تقديم خدمات اجتماعية وخيرية وتطوعية متنوعة للمجتمع
- توفير المعلومات والدراسات لتعزيز الكفاية الاقتصادية للمنشآت
- توفير العديد من الخدمات اللازمة للمنشآت الصناعية في مختلف الأنشطة النوعية للقطاع الصناعي
- توفير العديد من الخدمات اللازمة للقطاع الزراعي
- توفير العديد من الخدمات اللازمة للقطاع التجاري توفير العديد من الخدمات اللازمة للقطاع العقاري
- توفير العديد من الخدمات اللازمة لقطاع النقل
- توفير العديد من الخدمات اللازمة للقطاع الخدمي توفير العديد من الخدمات اللازمة للقطاع الطبي
- توفير العديد من الخدمات اللازمة للقطاع السياحي
- توفير العديد من الخدمات اللازمة لقطاع المقاولات
- توفير العديد من الخدمات اللازمة لقطاع الاستثمار توفير العديد من الخدمات اللازمة والدعم للمنشآت الصغيرة وشباب الأعمال
- تقديم الاستشارات القانونية في مختلف الجوانب المرتبطة بتأسيس وتشغيل المشروعات
- تقديم خدمات إعلامية لإيصال رسالة الغرفة والقطاع الخاص إلى المسؤولين والجهات الحكومية والأهلية
- دعم المنتجات الوطنية، نتج عن ذلك إنشاء مركز المنتجات الوطنية
- إنشاء قطاع متكامل يضم مراكز متخصصة للتدريب والتأهيل والتوظيف بهدف توفير العمالة الوطنية المؤهلة
- البحث عن وظائف للشباب السعودي في القطاع الخاص، وذلك من خلال مركز التوظيف بالغرفة
- تقديم كافة الخدمات الاستثمارية والتجارية المتنوعة لسيدات الأعمال

## الغرفة وسيدات الأعمال
وعُنيت غرفة الرياض بقطاع سيدات الأعمال في منطقة الرياض، ودعماً لجهودها في إحداث التنمية المستدامة فقد بادرت كأول غرفة على مستوى المملكة بإنشاء فرع لسيدات الأعمال الذي بدأ مزاولة مهامه في مبنى مستقل اعتباراً من عام 2004 لتوفير كافة الخدمات الاستثمارية والتجارية لهن أسوةً بما تقدمه لرجال الأعمال، إضافة إلى تسهيل الإجراءات النظامية اللازمة لتمكين سيدات الأعمال من الحصول على التراخيص وإدارة أنشطتهن التجارية ومشاريعهن الاستثمارية وتذليل العقبات التي تواجههن في هذا الخصوص، فضلاً عن إنشاء قواعد بيانات موثقة عن كافة الأنشطة التجارية النسائية بمنطقة الرياض، وإيجاد قنوات اتصال بين سيدات الأعمال والمجتمع التجاري الداخلي والخارجي.

## الغرفة والمجتمع
تحرص غرفة الرياض على توطيد علاقتها بمجتمعها المحلي وتفعيل حضورها في مختلف الهيئات والجمعيات واللجان الخدمية والخيرية والاجتماعية، ودعم برامج ونشاطات هذه الجمعيات لصالح مجتمع منطقة الرياض. فعلى مدى خمسة عقود، برزت غرفة الرياض ليس كمظلة ترعى منشآت القطاع الخاص في منطقة الرياض فحسب، بل أيضاً كقناة تسهم في تنمية المجتمع وتلبية احتياجاته من خلال تأصيل فكر وثقافة خدمة المجتمع لدى منتسبيها من شركات ومؤسسات وأفراد. ومع النمو غير المسبوق لدور القطاع الخاص، بدأت ثقافة المسؤولية الاجتماعية في التبلور بشكل إيجابي، وعلى نحو أكثر تنظيماً. واضطلعت الغرفة بدور فاعل في هذا الخصوص عبر برنامج محدد أطلق عليه برنامج المسؤولية الاجتماعية (مسؤولية)، حيث تحرص الغرفة من خلاله على تقديم الخدمات الاجتماعية والخيرية والتطوعية المثلى.
وتقدم غرفة الرياض جُلَّ عنايتها للمنتج المحلي والترويج له بأساليب عصرية، وتوجت جهودها في هذا الخصوص بإنشاء «مركز المنتجات الوطنية» انطلاقًا من مسؤوليتها تجاه منتسبيها من القطاع الأهلي وتوجهها لمساندة الاقتصاد المحلي.
وبعد أكثر من نصف قرن من إنشاء غرفة الرياض وكثمرة للعطاء والنمو والتطور والعمل الدؤوب المتواصل لرفع قيم العمل ومستويات الأداء، وجدت الغرفة نفسها اليوم تتربع على تلال من الخبرة العملية والميدانية، ولديها من الرؤى والإدراك الشامل ما يجعلها مؤسسة يمكنها مدُّ ظلال تأثيرها إقليمياً، فقررت أن تكرس كل ما وصلت إليه لمزيد من العطاء والتطوير الاقتصادي الشامل ليس لها ولأعضائها فقط، وإنما لرفد العملية الاقتصادية المحلية والدولية أيضاً.
لقد نجحت غرفة الرياض في ترك بصماتها الأدائية عموماً والخدمية خصوصاً وبجدارة وفرضت نفسها بما قدمته واقعاً ملموسًا على الساحة الاقتصادية بخدماتها المتعددة لمختلف القطاعات، وللاقتصاد الوطني والمجتمع المحلي.

## أبرز إصدارات غرفة الرياض
- سلمان المجد
-الرياض مدينة المال والاعمال
- اقتصاد الرياض
- الرياض في ارقام
- إسهامات القطاع الخاص في الاقتصاد الوطني
- التقرير الاقتصادي (تقرير سنوي)
- المملكة العربية السعودية فرص إستراتيجية واعدة
- الغرفة في ارقام
- مساهمة القطاع الخاص في الاقتصاد الوطني
- 400 خدمة تقدمها غرفة الرياض
- مجموعة كبيرة من الدراسات والمؤشرات الاحصائية والمسوحات الميدانية التي تصدر بشكل دوري

1. ↑  "تاريخ وتأسيس الغرفة".
2. ↑  "خارطة الاستراتيجية".
3. ↑  مجلة تجارة الرياض  ( هي المجلة الرسمية للغرفة وتصدر بشكل شهري )

## غرف تجارية سعودية أخرى
- مجلس الغرف السعودية.
- غرفة الشرقية.
- غرفة جدة.
- الغرفة التجارية الصناعية بمكة المكرمة.
- الغرفة التجارية الصناعية بالقصيم.
- الغرفة التجارية الصناعية بأبها.
- الغرفة التجارية الصناعية بالباحة.